# Guettarda cueroensis
Guettarda cueroensis är en måreväxtart som beskrevs av Nathaniel Lord Britton. Guettarda cueroensis ingår i släktet Guettarda och familjen måreväxter. Inga underarter finns listade i Catalogue of Life.